# 方旗骑士
方旗骑士（英语：Knight Banneret）是中世纪的一种骑士。他们在战争中可以在自己的旗帜下率领部队，而比他们更低階级的骑士则不得不打着别人的旗帜来率领部队。方旗骑士的旗帜是方形的，以区别于更低階级的骑士们的三角旗。此外，英格兰的方旗骑士使用的方旗还可以含有扶盾者。作为一种军衔，方旗骑士高于下级骑士，而低于男爵。虽然大多数方旗骑士都是贵族，但是这个头衔通常不是贵族头衔，也不是世袭的。

方旗

三角旗

扶盾者：盾牌左右的两位人物便是所谓的扶盾者

在英语中，“方旗骑士（Knight Banneret）”有时又被简称为Banneret。这个单词来自法语的同一个单词，是法语中的“旗帜”一词加上一个后缀而演变成的。这个词语在当时的中世纪拉丁语中写作Banneretus。
按照英格兰习俗，方旗骑士的授予只能是在战场上进行，并且授予者只能是君主。但是这也有例外：如果国王不在战场上，但他的旗帜在战场上，那么受封者依然可以被封为方旗骑士；此时，由国王的代理人代他进行这项活动。

## 历史

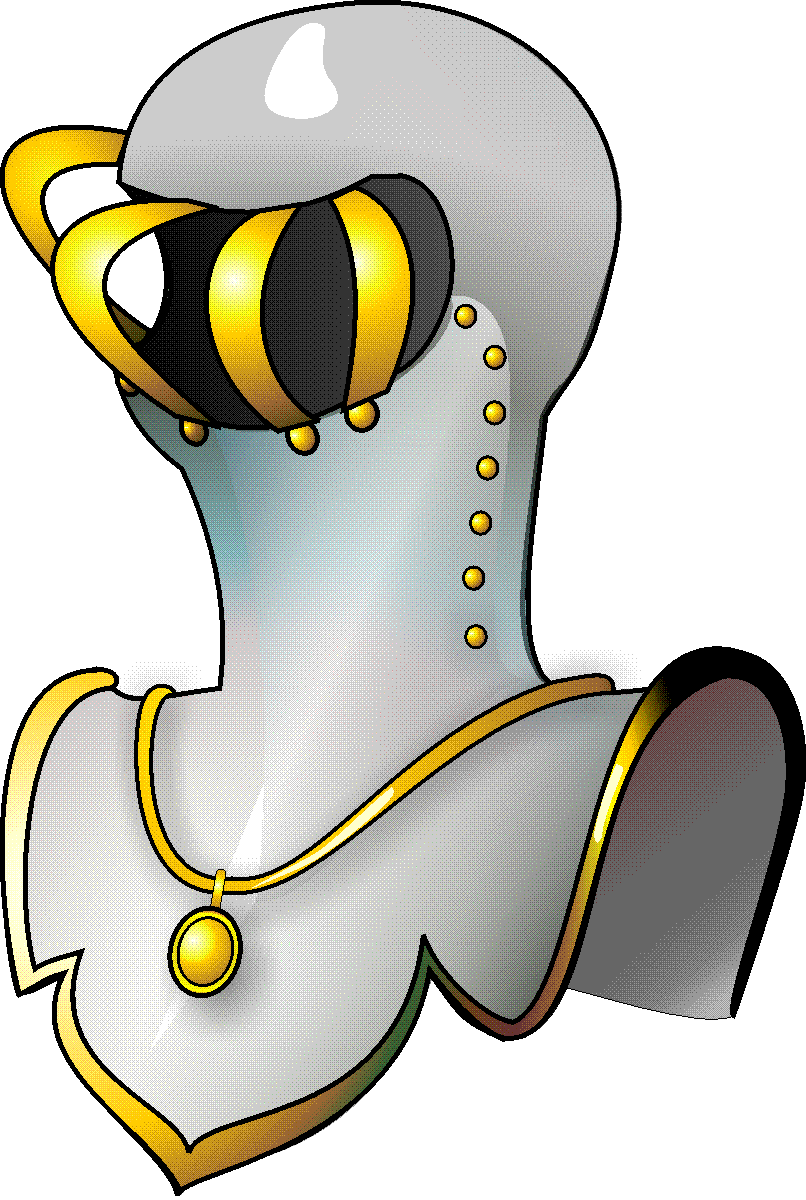
方旗骑士的纹章盔

在以前的没有常备军（除了军事修会）的时代，提供军事服务是封臣们的责任。封臣们可以亲自参与军事活动，也可以自己想办法招募一支代表他的部队来参与。封臣这一社会角色是重要的，因为封建君主要依靠他的封臣们来调兵为他打仗。如果不依靠封臣们，那么唯一的办法就是使用外聘骑士们来替代他们。君主需要将骑士作为雇佣军队的核心，并由一名佣兵队长来统御他们。雖然這些騎士通常非常不值得信任，會進行掠奪，當逃兵，有的時候還會為了更大的利益而改變陣營，並且價格昂貴。
隨著比武大會（Tournament）的盛行，傭兵騎士也帶隊參加，在比賽中擊敗對手，要求敗北者家族支付贖金。但這些傭兵騎士頭子沒有世襲頭銜（如伯爵或公爵），與自己麾下的騎士們處於同一社會階級的顏面問題便無可躲避了。而解決辦法是將(戰功不錯的)傭兵騎士頭子的爵位提升到普通騎士之上，並允許其與領主一樣可以攜帶的自己旗幟，從而與不能攜帶旗幟的普通騎士做出區別。
最初，banneret這個詞可泛指所有有資格舉著自己旗幟率自己的部下們作戰的人，包括那些大貴族。最终，依各國差異方旗骑士成了封建制度中一個上限等同男爵，下也是高級骑士的社會階级。所以这一头衔被认为是詹姆斯一世国王所设立的从男爵（Baronet）的来源。确实，英格兰学者约翰·塞尔登（1584-1654）在“Bannereti”词条下指出，“旧故事”经常提到“Baronetti”一词，并且他指出，在法国，这个头衔已经成为世袭的了，但是塞尔登也小心地说，“方旗骑士与此后来之头衔[从男爵]并无关联”。方旗骑士是有权利展示自己的私人旗帜的骑士。他们的头衔是因为在战场上有杰出的表现才被授予的。塞尔登说，按照英格兰的传统，没有哪位方旗骑士：
不是在战场上被确立的。并且，在他们被确立时，或是国王在场，或至少是国王之王旗在场。但在法国的旧仪式中，方旗骑士的确立几乎都是完全一样的：先是制作一面绘有将被确立者的纹章的方旗，再郑重地传递它。如果该名将被确立者已经带着一面绘有自己的纹章的三角旗上了战场了的话，那么他就要割掉它的末端，使之成为方形。
根据塞尔登所言，英格兰的方旗骑士的确立可以追溯到爱德华一世国王时期：“诸下级骑士及骑士随从等人常常侍奉在方旗骑士麾下；且方旗骑士凭他们的数量而收取报酬”。关于方旗骑士的确立的最近的可信实例是查理一世国王在刃丘战役中确立了一些人。这些人中包括因为勇敢而受封的锡泽格的托马斯·斯特里克兰，和因为从敌军中夺回王旗而受封的约翰·史密斯。
乔治二世国王曾经使得这个头衔再次流行起来。在1743年的代廷根战役的战场上，他确立了十六位方旗骑士：坎伯兰公爵、马尔伯勒公爵、斯泰尔伯爵、邓莫尔伯爵、克劳福德伯爵、罗西斯伯爵、阿尔伯马尔伯爵、霍尼伍德将军、霍利将军、科普将军、利戈尼尔将军、坎贝尔将军、布兰德将军、昂斯洛将军、普尔特尼将军、哈斯克将军。

## 英国皇家空军
随着英国皇家空军在1918年的建立，一些头衔被推荐出来以区别当时的陆军和海军的头衔。这些被推荐出来的头衔之一便有“方旗骑士”。这个词语在这里是“空军上校”的意思，它相当于“陆军上校（Army Colonel）”和“海军上校（Navy Captain）”。

## 其他国家

### 法国
如上文所说，法国亦有方旗骑士。“方旗骑士（Banneret）”在法语中的更完整的写法为Seigneur Banneret或Chevalier Banneret。前者意为“方旗领主”，后者意为“方旗骑士”。
法国的方旗骑士与英格兰的方旗骑士意义相同。他们出现在腓力二世国王时期，消失于查理七世国王时期。法国历史上有一段时期，方旗骑士这一头衔是世袭的。

### 瑞士
“方旗骑士”在旧瑞士邦联中被称为Venner、Fenner或Bannerherr。这个头衔不仅是一个军事头衔，还是一个政治头衔。今天的瑞士童子军中仍然有这个头衔。

### 荷兰
“方旗骑士”在荷兰语中，除了Banneret之外，还有Bannerheer、Banierheer、Baanderheer三种写法，这三种写法都是来自德语的Bannerherr（方旗领主）。荷兰的方旗骑士与英格兰的方旗骑士意义也大致相同。

## 扩展阅读
1: 80,   [2012-09-29], （原始内容存档于2016-03-04） （英文）